# Tepecanos
Los tepecanos son un pueblo nativo de México que antiguamente habitaba la región del norte de Jalisco y posiblemente partes del sur de Zacatecas. 
Lingüísticamente y culturalmente, la diferencia entre este grupo y los tepehuanes del sur era mínima, así que algunos antropólogos, tal como John Alden Mason, los consideran como una etnia única con dos núcleos geográficos distintos.
Los tepecanos, los tepehuanes del sur, los tepehuanes del norte, los tepehuanes, los pimas y los pápagos componen la rama Tepima de la familia uto-azteca. 

## Historia

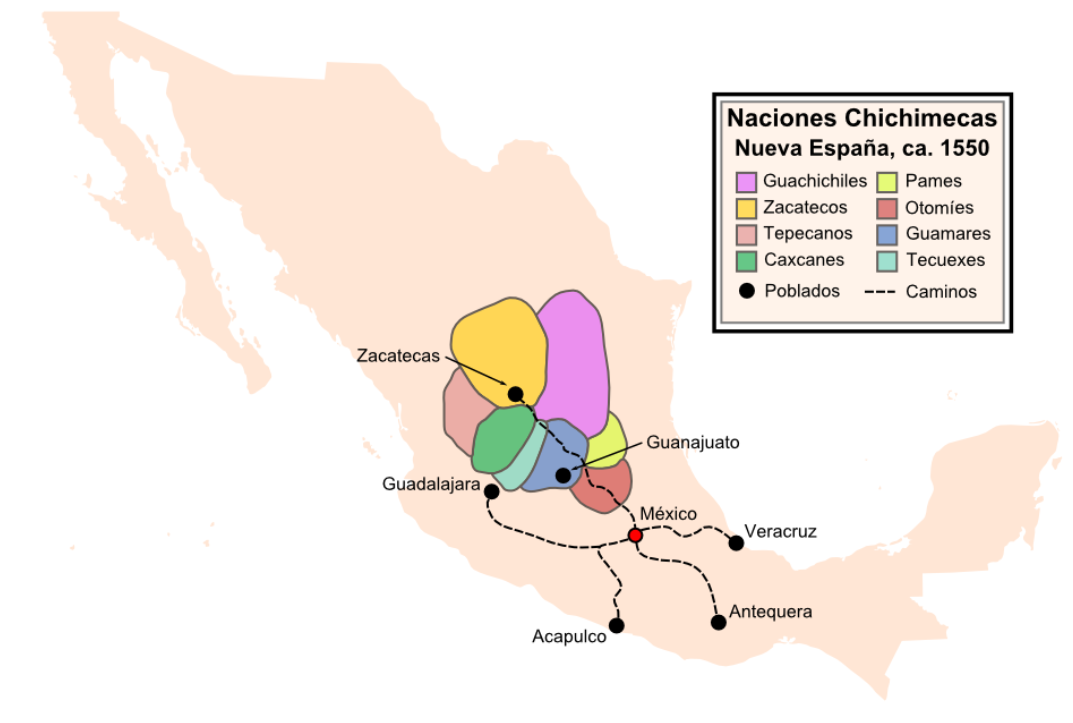
Mapa de las naciones Chichimecas hacia 1550.

Según los relatos de los frailes Pedro del Monte y Andrés de Medina, quienes fueron de los primeros misionarios de llegar a la región que actualmente es el norte de Jalisco en el año 1581, sabemos que Chimaltitán y Nostic eran poblaciones tepehuanas. Además, los documentos revisados por el padre Nicolás Valdés Huerta nos dan a saber que los pobladores originales de Colotlán al tiempo de contacto español, a quienes se les llamaba tochos, también eran tepehuanes, aunque parece que llegaron muchos caxcanes a ese pueblo más tarde en el Siglo XVII .
Entre los habitantes originales de El Teúl (a quienes se les refería como Tezol) también parece haber habido tepehuanes, ya que se hablaba el idioma tepehuano en el pueblo, aunque queda claro que este pueblo se consideraba una población principalmente caxcana. 
Estos datos coinciden con la historia oral de los tepehuanes locales quienes cuentan que su territorio abarcaba desde la Sierra de los Morones al oriente hasta la Sierra de los huicholes al poniente y desde Azqueltán en el norte hasta San Cristóbal de la Barranca al sur. Muchas de estas poblaciones fueron abandonadas con la llegada de los españoles, especialmente esas en el límite sur del territorio, de donde migraron hacia otras regiones tepehuanas en el norte, incluyendo Durango, dejando la concentración local de tepehuanes en la región de Villa Guerrero. 
Los tepehuanes de la región del barranca de Bolaños fueron los emigrantes extremos de un grupo de etnias del grupo lingüístico tepiman, que compone parte de la familia lingüística uto-azteca. La familia lingüística uto-azteca incluye los idiomas de grupos étnicos como los tongva (gabrielinos) que pertenecen al grupo takic, y poblaron la mayoría del condado de Los Ángeles antes de la llegada de los españoles. Además incluye a los idiomas de los hopi de Arizona y los mexica que fundaron el imperio azteca.
Además, el grupo tepiman incluye varias etnias que se encuentran a lo largo de la Sierra Madre Occidental: los tohono o'odham (cuyo territorio actual está ubicado en el estado de Arizona), los pima, (cuyo territorio se extiende por la frontera de Chihuahua y Sonora), tepehuanes del norte, (cuyo territorio se encuentra en el sur del estado de Chihuahua) y los tepehuanes sureños (cuyo territorio actual se encuentra en el sur del estado de Durango). 
Históricamente, el territorio de los tepehuanes sureños se extendía hasta San Cristóbal de la Barranca y los tepehuanes que habitaban la región de Villa Guerrero y Totatiche fueron integrantes de este mismo grupo. Históricamente se han denominado a los habitantes de estos pueblos como tepecanos, pero lingüísticamente y culturalmente formaron parte de la misma etnia que los pueblos tepehuanes del sur de Durango.
Evidencia etnológica indica que los tepehuanes inmigraron al barranca de Bolaños en aproximadamente el siglo XIV y que vinieron de la región que hoy queda en el suroeste de los Estados Unidos. La similitud entre los varios idiomas del grupo lingüístico tepiman indica que los tepehuanes se separaron de los otros grupos tepiman-parlantes hace menos de 700 años. 
Además, las costumbres y leyendas son bastante similares a las de las culturas de la región de Arizona. El antropólogo John Alden Mason postula que los tepehuanes, abandonaron su antigua tierra y comenzaron su trayectoria hacia la región norte de Jalisco a causa de las mismas sequías sostenidas que devastaron a las culturas anasazi de Chaco, Mesa Verde y Bandalier en la región suroeste de Estados Unidos. 
Para 1770, cuando se levantó un padrón de los feligreses de la parroquia de Nuestra Señora del Rosario en Totatiche, se encontraban aproximadamente 600 personas que pertenecían al pueblo de Azqueltán y "a la otra banda del río." Ya que sabemos que este pueblo quedaba habitado casi exclusivamente por tepehuanes a principios del siglo XX, queda claro que los habitantes del pueblo en el siglo XVIII eran tepehuanes. Esto lo verifica el padrón, donde se expresa que eran "todos de una misma nación." Además, expresa que solamente se les administraba el sacramento de la eucaristía y "los demás no por falta de erudición" indicando que en esa época, aún no habían sido cristianizados.
También parece ser que los otros pueblos de indígenas (Acazpulco, Totatiche y Temastián) de la región de Totatiche aún contaban con mayorías de población tepehuana al fin del siglo XVIII. Un informe con fecha de 1783 identifica el idioma de los indígenas de la región como una "lengua mexicana corrupta" (nahuátl mal hablado) con excepción de los pueblos del curato de Totatiche donde se hablaba la lengua "tepeguana." 
Además, el padrón de 1770 documenta que los tres pueblos eran asentamientos de naturales, es decir indígenas, aunque ya para este tiempo habitaban algunos españoles entre los naturales de Totatiche, quienes quedaron contados por separado en el padrón.
En Acazpulco habitaban 466 personas, y en el pueblo de Totatiche habían 298 habitantes. Además, la mayoría de los 263 habitantes de Temastián se les denomina como "indios", aunque moraban habitantes mulatos entre estos. Que Temastián había llegado a ser una población de diversas etnias para este tiempo queda sustentado por otros documentos históricos. Para ese año, los tepecanos también habían recuperado sus tierras ancestrales en Patagua, así que esa población también debe haber sido tepecana.
El último asentamiento tepecano fue en Azqueltán en el municipio de Villa Guerrero. Este quedó abandonado a causa de su destrucción durante los conflictos militares relacionados con Manuel Lozada. Al repoblarse, fue habitado por una mayoría de huicholes. Los últimos hablantes de la lengua tepecana fallecieron a mediados del siglo XX y así este pueblo quedó extinguido como etnia autóctona en la región de Jalisco.